# Jan Bronislawowitsch Kaminski
Jan Bronislawowitsch Kaminski (russisch Ян Брониславович Каминский; * 28. Juli 1971 in Pensa, Russische SFSR) ist ein ehemaliger russischer Eishockeyspieler, der in seiner aktiven Zeit von 1987 bis 1999 unter anderem für die Winnipeg Jets und New York Islanders in der National Hockey League gespielt hat.

## Karriere
Jan Kaminski begann seine Karriere als Eishockeyspieler in seiner Heimatstadt bei Diselist Pensa, für dessen Profimannschaft er in der Saison 1987/88 sein Debüt in der Perwaja Liga, der zweiten sowjetischen Spielklasse gab. Zur Saison 1989/90 wechselte der Flügelspieler zum HK Dynamo Moskau aus der Wysschaja Liga, mit dem er auf Anhieb den sowjetischen Meistertitel gewann. Diesen Erfolg konnte er mit seiner Mannschaft in der Saison 1991/92 wiederholen. Im Laufe der Saison 1991/92 kam er zudem zu einem Einsatz für Fribourg-Gottéron in der Schweizer Nationalliga A.
Zur Saison 1993/94 schloss sich der Russe den Winnipeg Jets aus der National Hockey League an, die ihn bereits im NHL Entry Draft 1991 in der fünften Runde als insgesamt 99. Spieler ausgewählt hatten. Für Winnipeg selbst kam er jedoch nur zu einem einzigen NHL-Einsatz, während er überwiegend für deren Farmteam Moncton Hawks in der American Hockey League spielte. Im Februar 1994 wurde er schließlich von Winnipeg innerhalb der NHL im Tausch gegen Wayne McBean an die New York Islanders abgegeben, bei denen er bis Saisonende einen Stammplatz hatte. In der aufgrund eines Lockouts verkürzten Saison 1994/95 kam er nur noch zu zwei weiteren Einsätzen in der NHL für die Islanders, während er die restliche Spielzeit bei deren Farmteam Denver Grizzlies in der International Hockey League verbrachte. Nachdem die Mannschaft umgesiedelt wurde, spielte er weitere zwei Jahre für deren Nachfolgeteam Utah Grizzlies. Zur Saison 1997/98 kehrte der Linksschütze nach Europa zurück, wo er einen Vertrag bei Lukko Rauma aus der finnischen SM-liiga erhielt. Zuletzt stand er in der Saison 1998/99 für sein Ex-Team Utah Grizzlies sowie die Grand Rapids Griffins in der IHL auf dem Eis. Anschließend beendete er seine Karriere bereits im Alter von 28 Jahren.

### International
Für die Sowjetunion nahm Kaminski an der U18-Junioren-Europameisterschaft 1989 sowie den U20-Junioren-Weltmeisterschaften 1990 und 1991 teil. Für Russland trat er bei der Weltmeisterschaft 1993 an.

## Erfolge und Auszeichnungen
- 1991 Sowjetischer Meister mit dem HK Dynamo Moskau
- 1992 Sowjetischer Meister mit dem HK Dynamo Moskau

### International
- 1989 Goldmedaille bei der U18-Junioren-Europameisterschaft
- 1990 Silbermedaille bei der U20-Junioren-Weltmeisterschaft
- 1991 Silbermedaille bei der U20-Junioren-Weltmeisterschaft
- 1993 Goldmedaille bei der Weltmeisterschaft